# 郝維嶽
郝維嶽（1503年—？年），字叔望，號石梁，四川敘南衛軍籍，十一月二十三日生，行一，治《詩經》，明朝政治人物。

## 生平
由敘州府學附學生中式四川鄉試第五十一名舉人，年二十七歲中式嘉靖八年（1529年）己丑科會試第二百四十九名，第三甲第一百七十二名進士。授行人，十二年六月選授福建道試監察御史，十三年巡按陕西，十八年十一月升福建按察司佥事，分守建宁道，歷升參議、雲南副使、雲南參政、湖廣左布政使，三十四年十一月升都察院右副都御史、巡抚云南，三十五年三月为大学士李本所劾闲住。

## 家族
曾祖郝文先；祖郝忠；父郝廷相；母牟氏。永感下。弟維崑；維崙。